# 书古镇
书古镇（羅馬化：shuy ggut），是中华人民共和国四川省凉山彝族自治州越西县下辖的一个乡镇级行政单位。2021年1月12日，撤销瓦普莫乡，将原瓦普莫乡和原五里箐乡改古村、达支村、古木村、普提村、仁洪村、斯拉村、五里村、足吾村所属行政区域划归书古镇管辖。

## 行政区划
书古镇下辖以下地区：
红旗村、新华村、光明村、胜利村、团结村、巴角村、勒品村、母苦库村和斯基村，改古村、达支村、古木村、普提村、仁洪村、斯拉村、五里村、足吾村、觉莫村、瓦普莫村、伙祖吉村、木牛觉村和依呷村。 